# Jana Raluy
Jana Raluy (1970, Cidade do México) é uma atriz méxicana.

## Carreira
Em 2013 atuou na série de televisão Sr. Ávila. No final de 2014, a produtora Giselle González Salgado a chamou para integrar o elenco da novela Yo no creo en los hombres, onde interpretou uma vilã. No início de 2015 atuou no especial de televisão Não acredito em homens ... a origem, nesse mesmo ano entrou para o elenco da novela Antes muerta que Lichita e atuou no filme Un Monstruo de Mil Cabezas.